# Wata celulozowa
Wata celulozowa (niepopr. lignina) – wyrób papierniczy składający się z cienko sprasowanych arkuszy celulozowych. Stosowany jest jako materiał do celów sanitarnych i opatrunkowych.